# Stefan Bieszczad

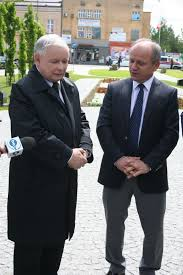
Jarosław Kaczyński i Stefan Bieszczad podczas spotkania w Dębicy

Stefan Bieszczad (ur. 1959) – polski przedsiębiorca i samorządowiec, radny sejmiku podkarpackiego I, V i VI kadencji.

## Życiorys
Jest założycielem i długoletnim prezesem powstałej w 1992 firmy logistycznej „Suret”, która zatrudnia 400 osób z siedzibą w Dębicy. W 2019 wraz z wspólnikami zdecydował się sprzedać wszystkie udziały firmy logistyczno-relokacyjnej.
W latach 1998–2002 zasiadał w Sejmiku Województwa Podkarpackiego z ramienia Akcji Wyborczej Solidarność. W 2002 uzyskał mandat radnego powiatu dębickiego z listy Inicjatywy Społecznej Wspólnota Samorządowa, w 2006 nie ubiegał się o mandat. W latach 2010–2014 był radnym miasta Dębica z listy Wspólnoty Ziemi Dębickiej, do 2012 pełniąc funkcję przewodniczącego rady. W 2014 i 2018 uzyskiwał mandat radnego sejmiku z listy Prawa i Sprawiedliwości jako kandydat partii Jarosława Gowina (odpowiednio Polski Razem i Porozumienia). Został przewodniczącym Komisji Gospodarki i Infrastruktury.
Będąc mecenasem kultury, wspomaga finansowo organizację imprez kulturalnych na terenie Dębicy i regionu (Dni Sztuki, dębickie opery, Koncerty Noworoczne, wydawnictwa książkowe upamiętniające bohaterstwo żołnierzy AK czy cichych autorów „rewolucji solidarnościowej 1980 roku” w powiecie dębickim). Wspiera również Dębickie Towarzystwo Muzyczno-Śpiewacze (organizujące spektakle operowe wystawiane od wielu lat z okazji świąt narodowych), Stowarzyszenie Rodziców Osób Niepełnosprawnych Radość, Towarzystwo Pomocy im. św. Alberta oraz Świetlicę „Promyki Nadziei” (prowadzoną przez siostry służebniczki w Dębicy).
Zasiada w radzie programowej Uniwersytetu Nauczania Społecznego Jana Pawła II w Tarnowie.

## Życie prywatne
Syn Michała (kowala z Nagawczyny) i Marii z domu Wośko. Ma brata Edwarda. Mieszka w Dębicy, jest żonaty (żona Dorota), ma dwoje dzieci (syn Daniel i córka Justyna).

## Odznaczenia i nagrody
W 2011 otrzymał Złoty Krzyż Zasługi. 29 sierpnia 2018 odebrał nadany mu przez prezydenta RP Krzyż Kawalerski Orderu Odrodzenia Polski. Otrzymał także tytuł „Zasłużonego dla miasta Dębicy”, Medal Komisji Edukacji Narodowej oraz nagrody UBI Caritas i Optimus Hominum. W 2013 zwyciężył w plebiscycie na najlepszego polityka i samorządowca w Dębicy.